# Laugharne
Laugharne is een plaats in het Welshe graafschap Carmarthenshire.

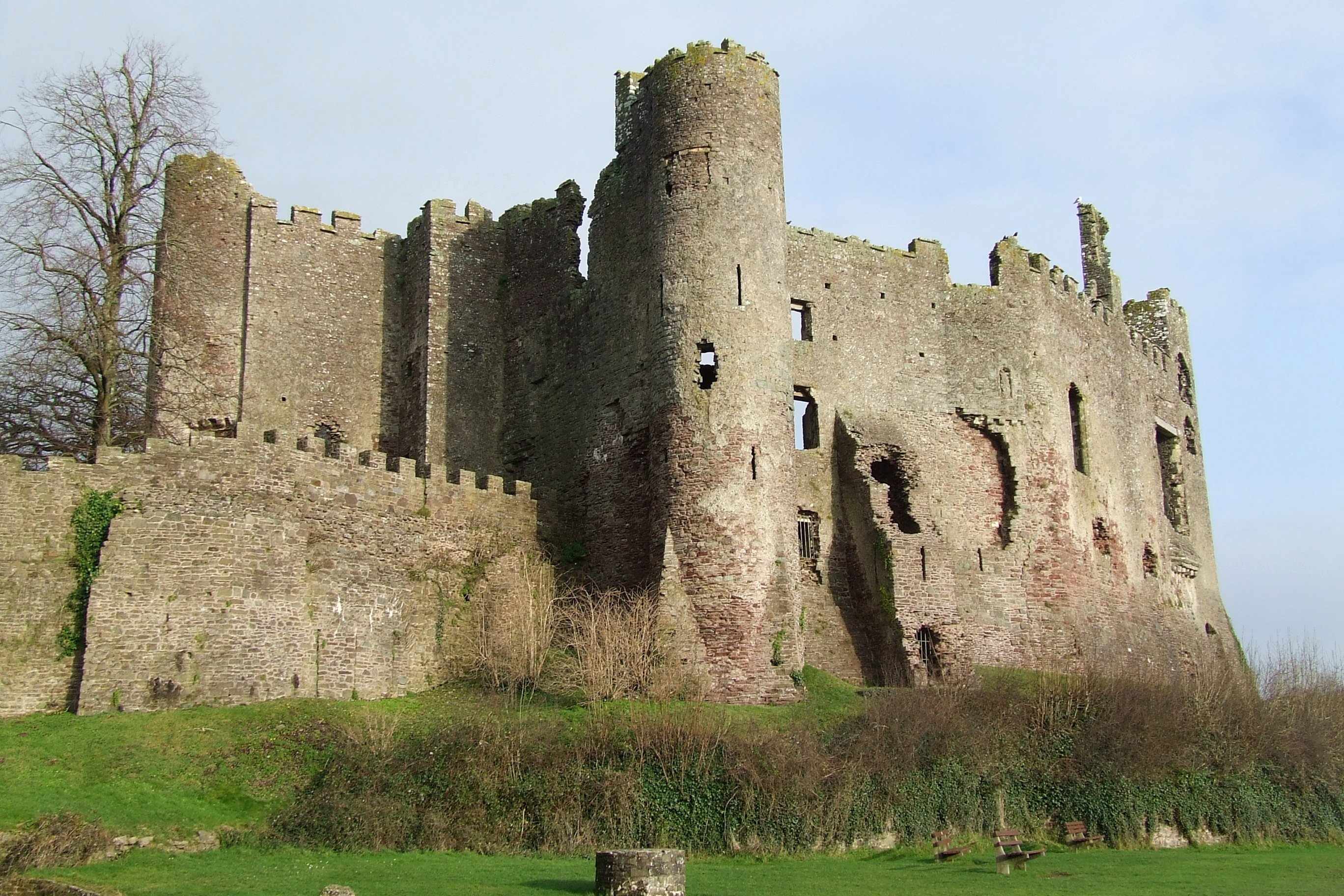
Kasteel

Laugharne telt 2950 inwoners.